# Rio Cioara (Mureş)
O Rio Cioara é um rio da Romênia, afluente do Mureş, localizado no distrito de Alba.